# Gastrite ipertrofica gigante
La gastrite ipertrofica gigante, conosciuta anche con il nome di malattia di Ménétrier o gastrite ipertrofica gigante con ipoproteinemia, è una malattia rara, acquisita, che coinvolge lo stomaco e in particolare la mucosa gastrica. La malattia è caratterizzata da pliche giganti ipertrofiche che si localizzano specialmente nel fondo gastrico e da un'eccessiva produzione di muco che comporta una marcata perdita di proteine, oltre ad una scarsa o assente produzione di acido cloridrico. Il disordine è associato con un'eccessiva secrezione di fattore di crescita alfa trasformante (TGF-α). Si tratta di una lesione precancerosa.

## Epidemiologia
La malattia è più diffusa negli uomini, l'età in cui vi è una maggiore incidenza è quella che rientra fra la terza e la quinta decade.

## Eponimo
Il nome lo si deve alla prima persona che ha evidenziato i sintomi, il medico francese Pierre Eugène Ménétrier (1859-1935).

## Eziologia
La causa della malattia di Ménétrier è sconosciuta, ma il disturbo è stato associato con l'infezione da citomegalovirus (CMV) nei bambini e con l'infezione sostenuta da Helicobacter pylori nell'adulto. Oltre a ciò, nei pazienti affetti dal disturbo, vi sono state segnalazioni di incremento dei livelli di fattore di crescita trasformante alfa (TGF-α), un particolare fattore prodotto da diverse cellule, un ligando per il recettore del fattore di crescita epidermico, normalmente espresso dalle cellule della mucosa gastrica e in grado di inibire la secrezione acida gastrica.

## Fisiopatologia
Nella malattia di Ménétrier lo stomaco si caratterizza per la presenza di pliche giganti ipertrofiche e tortuose, prevalentemente localizzate nel corpo e nel fondo dello stomaco: ciò conferisce alla mucosa un aspetto ad acciottolato o simile a quello del cervello. L'antro è invece generalmente risparmiato. Il quadro istologico è dominato oltre che dall'ispessimento della mucosa, da una marcata iperplasia foveolare (iperplasia delle cellule mucose superficiali e ghiandolari) e da atrofia ghiandolare, oltre che da un globale aumento dello spessore mucoso. Le ghiandole gastriche sono allungate, con un aspetto a cavatappi; la dilatazione cistica è comune. L'infiammazione è di solito solo modesta, anche se alcuni casi mostrano una marcata linfocitosi intraepiteliale.

## Sintomatologia
I pazienti affetti dalla malattia accusano dolore addominale nei quadranti superiori (in particolare in epigastrio), a volte accompagnati da nausea, vomito, marcata riduzione dell'appetito (iporessia), tendenza ad edema e perdita di peso. In alcuni soggetti si registra un lieve sanguinamento gastrointestinale, che è in genere dovuto a erosioni superficiali della mucosa; la diarrea e una marcata emorragia gastrointestinale è un evento molto raro. Una percentuale di pazienti variabile tra il 20% e il 100%, a seconda del momento della presentazione in una struttura sanitaria, sviluppano una gastropatia caratterizzata da perdita di proteine sieriche accompagnata da ipoalbuminemia. L'iposecrezione gastrica acida è la norma e deriva dalla tendenza alla atrofia delle ghiandole gastriche.
I sintomi e le caratteristiche cliniche della malattia di Ménétrier in età pediatrica sono simili a quelle riscontrabili nell'adulto, ma la malattia nei bambini generalmente tende ad autolimitarsi e spesso fa seguito ad un'infezione respiratoria.

## Diagnosi
Le pliche gastriche ipertrofiche tipiche della malattia di Ménétrier, sono facilmente rilevabili eseguendo un pasto baritato o attraverso esami endoscopici. L’endoscopia del tratto gastrointestinale superiore associata a biopsia della mucosa (ed esame citologico) è necessaria per stabilire la diagnosi ed escludere altri disturbi che potrebbero presentarsi allo stesso modo. In caso di biopsia endoscopica non diagnostica può essere necessario eseguire una biopsia chirurgica a tutto spessore, particolarmente utile per escludere una neoplasia. La sierologia per il Citomegalovirus e Helicobacter Pylori dovrebbe sempre far parte della valutazione (vedi diagnosi differenziale).

## Diagnosi differenziale
Molte sono le sindromi da cui bisogna differenziare la gastrite durante gli esami diagnostici:
- Sindrome di Zollinger-Ellison
- Sindrome di Cronkhite-Canada
- Sindrome di Sjögren[1]
- Cancro gastrico
- Infezioni gastriche (citomegalovirus, istoplasmosi, sifilide)
- Disordini infiltrativi (sarcoidosi)

## Terapia
Il trattamento è ad ampio spettro, si somministrano farmaci come gli anticolinergici e i corticosteroidi, ma si utilizzano anche interventi chirurgici come la vagotomia e la piloroplastica.